# Del Harris
Delmer William "Del" Harris (ur. 18 czerwca 1937 w Orleans) – amerykański trener koszykarski, finalista NBA, nagrodzony tytułem Trenera Roku NBA.
Po ukończeniu Milligan College (1959) zdobył tytuł z religioznawstwa. W 1965 roku zdobył tytuł magistra historii na Indiana University.
Od 1959 do 1965 roku trenował drużyny (Roachdale Hawks, Dale Golden Aces, Spencer Cops) trzech różnych szkół średnich. Jego największym sukcesem było doprowadzenie zespołu  Golden Aces do rekordowego wyniku 35-9 (w trakcie dwóch lat) oraz mistrzostwa Pocket Athletic Conference. Podczas pracy w Dale trenował też drużynę baseballową, prowadząc ją do mistrzostwa PAC i rezultatu 26-7. Sezon 1964/65 spędził z drużyną Spencer, uzyskując wynik 19-6 oraz zdobywając mistrzostwo konferencji, IHSAA Sectional i zaliczając udział w finałach regionalnych, przegranych z zespołem z Bloomington.
W latach 1965–1974 był trenerem uczelni Earlham w lidzie akademickiej NAIA. Poprowadził zespół Quakers do trzech mistrzostw konferencji (2x Hoosier Collegiate Conference, 1x Hoosier-Buckeye Collegiate Conference). W okresie letnim (1969–1975) prowadził zespoły w lidze Portoryko. Jako trener drużyny Vaqueros de Bayamón zdobył trzykrotnie mistrzostwo kraju (1973–1975), a także  srebrny (1973) i brązowy medal (1974) podczas World Club Championships. W trakcie swojej kariery w tym kraju zanotował rezultat  176-61.
Podczas imprez międzynarodowych zdobywał medale zarówno jako trener, jak i asystent trenera z kilkoma różnymi reprezentacjami narodowymi. 
W 1975 został asystentem trenera zespołu z ligi ABA – Utah Stars. Po roku trafił do NBA, gdzie objął to samo stanowisko w zespole Houston Rockets. Po trzech latach został głównym trener zespołu z Teksasu, prowadząc go do finałów NBA w 1981. W 1986 trafił do Wisconsin. Przez rok pełnił tam funkcję asystenta trenera Bucks, po czym powierzono mu zespół na kolejne cztery lata. W 1994 objął stanowisko głównego trenera Los Angeles Lakers, to właśnie podczas pracy w tym klubie otrzymał tytuł Trenera Roku NBA (1995). Rok wcześniej zespół wygrał zaledwie 33 spotkania, pod jego wodzą natomiast 48. W kolejnych latach liczba zwycięstw wzrastała sukcesywnie aż go 61 w sezonie 1997/98. Rok później, po skróconym sezonie, został zwolniony.  
W kolejnych lata pracował kolejno w: Dallas Mavericks, Chicago Bulls oraz New Jersey Nets, pełniąc ponownie funkcję asystenta. W 2006 Dallas Mavericks dotarli do finałów NBA, gdzie musieli uznać wyższość Miami Heat. Na stanowisko głównego trenera powrócił w sezonie 2011/12, kiedy to objął zespół Texas Legends z D-League. Po roku zakończył karierę.

## Osiągnięcia
Na podstawie, o ile nie zaznaczono inaczej.

### College
- Zaliczony do składów:
  - 'Little All-American' (Honorable Mention)
  - All-Conference (3-krotnie)
- Wybrany do Milligan College Hall of Fame

### Trenerskie
Drużynowe
- Mistrz:
  - Ameryki Centralnej jako trener kadry Portoryko (1974)
  - Portoryko (1973–1975)
- Wicemistrz:
  - NBA (1981[1], 2006[6])
  - World Club Championships z zespołem Club Bayamon (Puerto Rico – 1973)
- Brązowy medalista mistrzostw:
  - świata jako asystent trenera kadry USA (1998)
  - Ameryki jako asystent trenera z reprezentacją Dominikany (2011)
  - World Club Championships z zespołem Club Bayamon (Puerto Rico – 1974)
- Uczestnik igrzysk olimpijskich jako trener kadry Chin (2004 – 8. miejsce)
- Doradca kadry Kanady przed mistrzostwami świata 1994

Indywidualne
- Trener Roku NBA (1995)[7]
- Wybrany do:
  - Indiana Hall of Fame (1992)
  - NAIA Hall of Fame
  - Earlham College Hall of Fame
  - Plainfield High School (Indiana) Hall of Fame (1992)
- Laureat nagrody:
  - Jerry Colangelo Award (2010)
  - Keys to Excellence (2014)